# Eusebio (cónsul 347)
Flavio Eusebio (fallecido en el 350 d. C.) fue un oficial militar romano y político, y usualmente identificado como el suegro póstumo del emperador romano Constancio II.

## Biografía
Nacido en la ciudad de Tesalónica, y de ascendencia macedonia, antes del 347 d. C. Eusebio fue el Magister equitum et peditum en el este, probablemente bajo el emperador Constancio II. Durante su época de comandante militar, intervino en Armenia, posiblemente para suprimir la revuelta de Bacour.
Después de retirarse de este puesto, tuvo el rango de Comes y fue nombrado consul posterior junto a Vulcacio Rufino en el año 347 d. C.
Probablemente cristiano, Eusebio tuvo al menos tres hijos, Flavio Eusebio, Flavio Hipacio, ambos tuvieron el consulado juntos en 359 d. C., y Eusebia, que se casó con el emperador Constancio II después de la muerte de su padre.